# 小行星4820
小行星4820（4820 Fay）是一颗绕太阳运转的小行星，为主小行星带小行星。该小行星于1985年9月15日发现。

## 轨道参数
小行星4820的轨道半长轴为2.8579968 UA，离心率为0.355。